# Souboj Titánů (film, 2010)
Souboj Titánů je remake stejnojmenného snímku z roku 1981. Hlavní hrdina Perseus (Sam Worthington) se zde musí poprat nejen se svým božským původem, ale i s mnohými démony a to na zemi, v podsvětí i na nebi. A tak souboj Titánů začíná...

## Obsazení
| Sam Worthington  | Perseus          |
| Alexa Davalos    | Androméda        |
| Gemma Arterton   | Íó               |
| Liam Neeson      | Zeus             |
| Ralph Fiennes    | Hádés            |
| Hans Matheson    | Ixas             |
| Jason Flemyng    | Kalibos/Akrýsios |
| Luke Evans       | Apollón          |
| Izabella Miko    | Athéna           |
| Polly Walker     | Kassiopeia       |
| Vincent Regan    | Kéfeus           |
| Liam Cunningham  | Solón            |
| Mads Mikkelsen   | Draco            |
| Danny Huston     | Poseidón         |
| Alexander Siddig | Hermés           |